# Sancy (diamant)

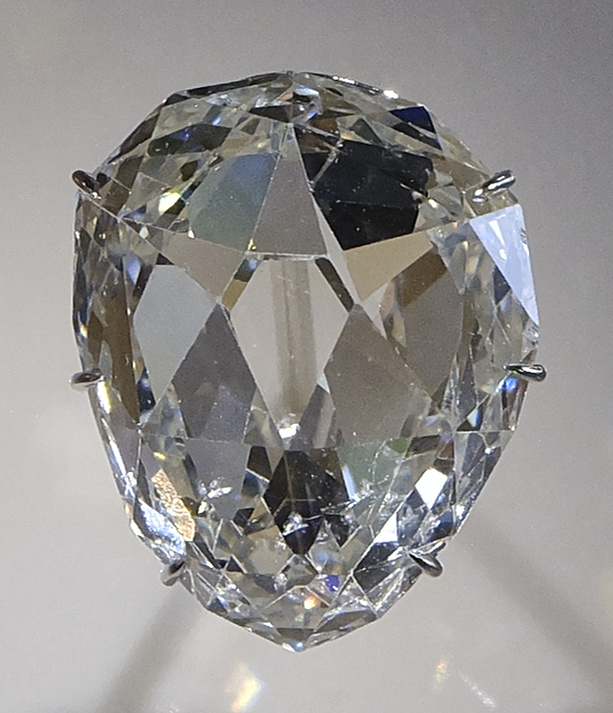
Sancy-diamant in het Louvre te Parijs

De Sancy (niet te verwarren met de kleinere Beau Sancy) is een peervormige lichtgele diamant van 55,23 karaat (11,046 gram), die sinds 1976 in de Apollo Galerij van het Louvre in Parijs wordt tentoongesteld en eigendom is van de Franse staat. Over zijn turbulente geschiedenis bestaan veel verhalen, die elkaar vaak tegenspreken. Voordat hij in 1976 aan het Louvre werd verkocht (waarschijnlijk voor 1 miljoen dollar) was hij eigendom van veel belangrijke personen uit de geschiedenis. Meermaals was hij gedurende tientallen jaren spoorloos, maar hij dook toch telkens weer op in Europa. Samen met het noodlottige einde van velen van zijn bezitters gaf dit aanleiding tot fantasieën over "een vervloekte diamant". Zijn huidige waarde (medio 2022) wordt op meer (mogelijk veel meer) dan zes miljoen euro geschat.

## Uiterlijk
De diamant is niet alleen uitzonderlijk door zijn grootte, maar ook door zijn slijpvorm en kleur. Hij is peervormig geslepen (in de vorm van twee schilden), met als afmetingen 25,7 × 20,6 × 14,3 mm en heeft, door de aanwezigheid van stikstof tussen de koolstofkristallen, een lichtgele (pale yellow diamond) kleur. Oorspronkelijk werd zijn herkomst toegeschreven aan het Mogolrijk, maar zijn slijpvorm wijst op een Indiase herkomst. De Sancy is zonder paviljoen (gedeelte onder de kroon) geslepen, maar met twee kronen (deel dat uitsteekt boven de vatting). Hij heeft minder facetten dan de meeste moderne diamanten, namelijk slechts 51: alle driehoekig, met uitzondering van enkele vijfhoeken en ruiten.

## Geschiedenis

### Diamant van vermoorde vorsten

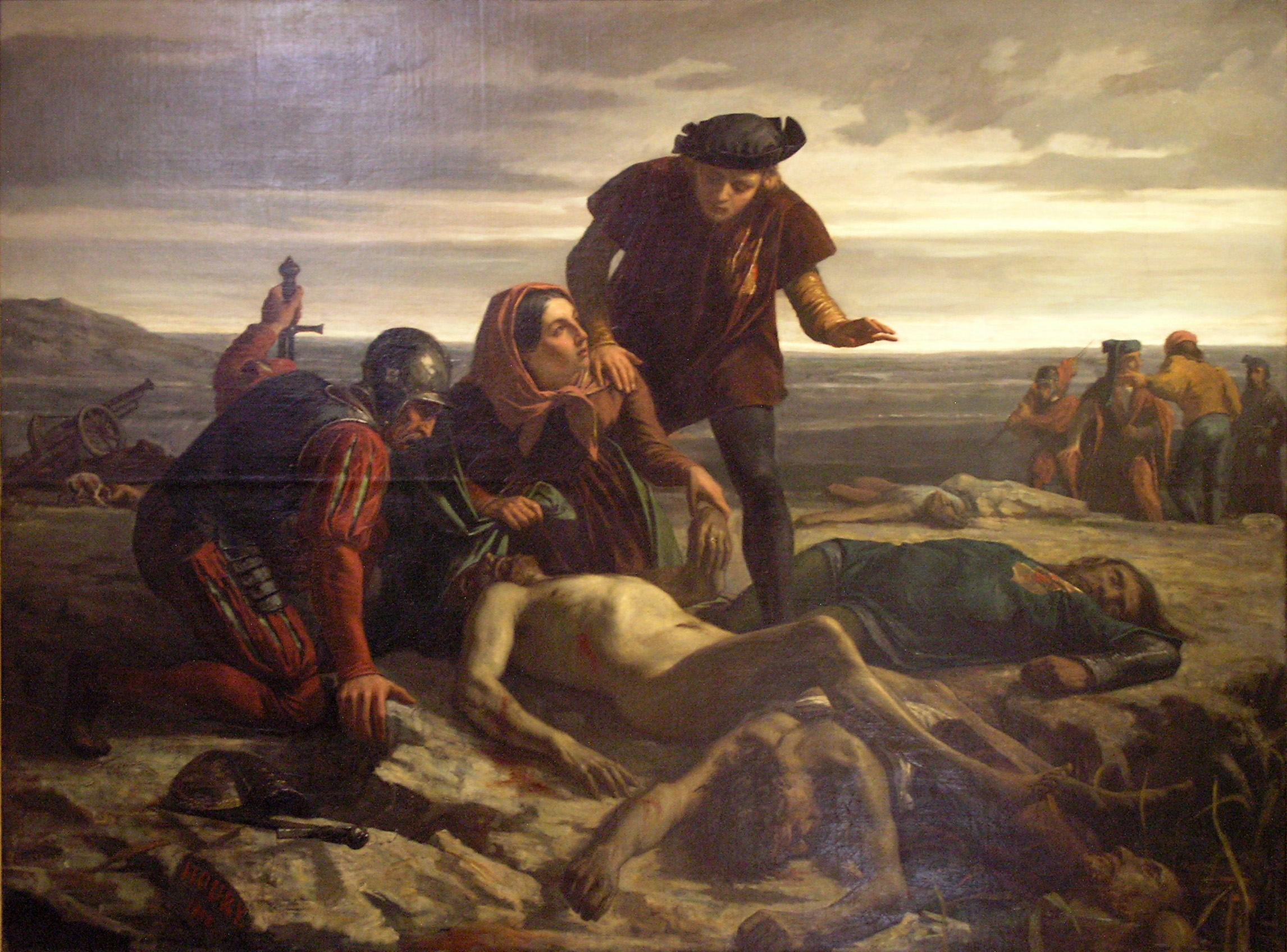
Vondst van de gesneuvelde Karel de Stoute bij Nancy. Romantisch schilderij (1852) van Charles Houry, Musée Lorrain, Nancy

Aangezien de Golkonda-mijnen bij zijn eerste vermelding nog niet in gebruik waren is de steen waarschijnlijk afkomstig uit de Sambalpur-mijnen in Odisha (India). Men neemt aan dat hij oorspronkelijk de Balle de Flandres was en meer dan 70 karaat woog. Gian Galeazzo Visconti, de heer (en later hertog) van Milaan moet als eerste in Europa te achterhalen eigenaar beschouwd worden: de Balle maakte deel uit van de bruidsschat van Valentina Visconti toen zij in 1389 trouwde met Lodewijk van Frankrijk. Vanwege zijn rivaliteit met Lodewijk liet zijn neef, Jan zonder Vrees, hem vermoorden, op 23 november 1407.

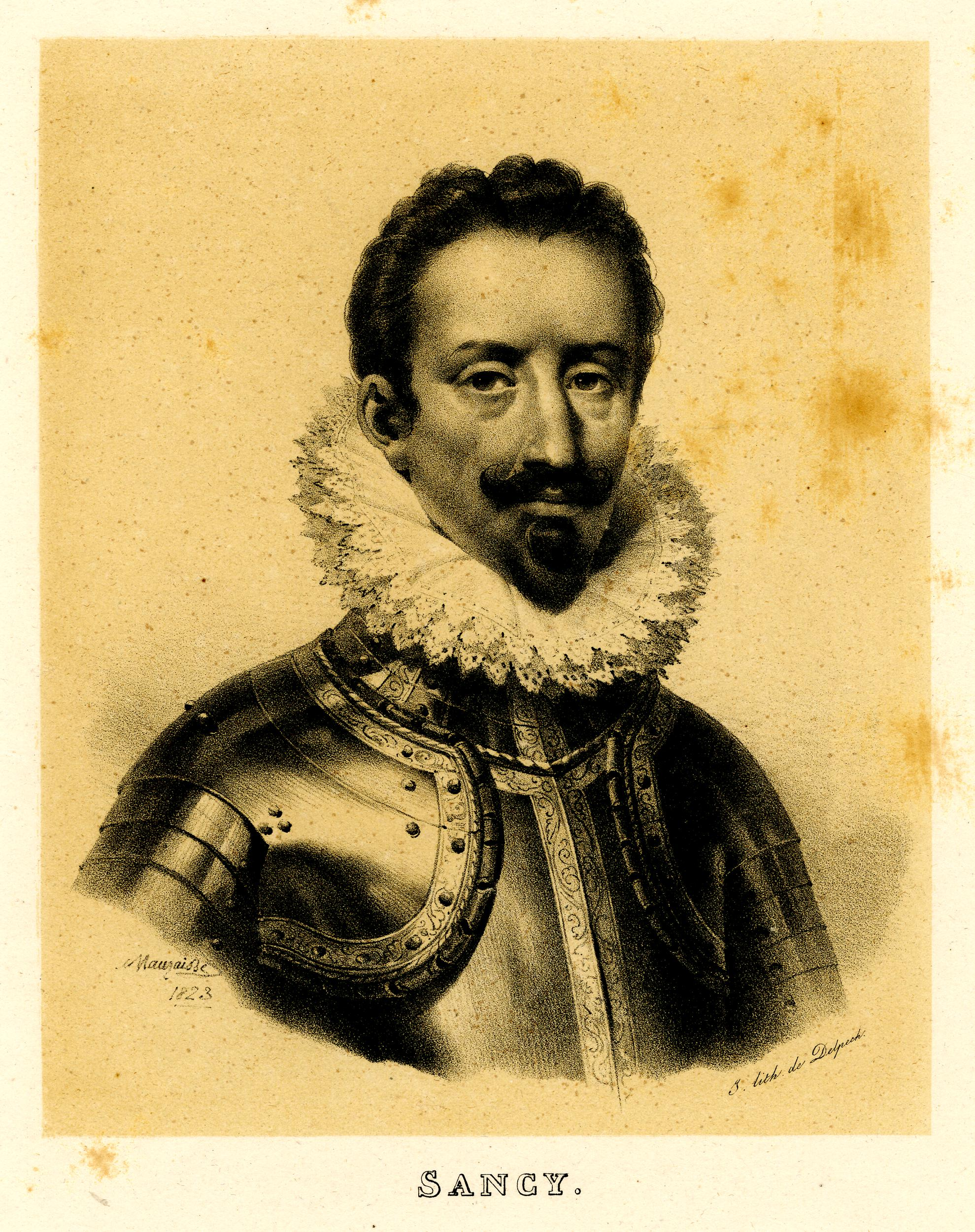
Nicolas de Harlay de Sancy, lithografie (1823) door Jean-Baptiste Mauzaisse in La Henriade van Voltaire, British Museum, Londen

Het is onduidelijk welke transacties er vervolgens plaatsvonden maar zeventig jaar later blijkt Karel de Stoute, de kleinzoon van Jan Zonder Vrees, de eigenaar van de diamant. Nadat Karel in de Slag bij Nancy sneuvelde dook deze in 1489 op bij de kroonjuwelen van Emanuel I van Portugal. Bij diens dood in 1521 werd de diamant nauwkeurig in zijn huidige vorm omschreven, als eerste juweel in de inventaris. Tijdens de Portugese Successieoorlog nam zijn kleinzoon en troonpretendent Anton I van Portugal zoveel mogelijk hiervan met zich mee; toen hij in 1581 uit Spanje moest vluchten (met een Enkhuizer schip) had hij ook de diamant bij zich.
Tijdens zijn niet aflatende pogingen om de Portugese troon te bemachtigen verkocht hij sommige juwelen aan Hendrik III van Frankrijk, andere (waaronder de Sancy) aan Elizabeth I van Engeland. Haar halfbroer Eduard VI van Engeland was in 1547 al in het bezit gekomen van het Drie Broers Juweel, zodat beide door Karel de Stoute gedragen juwelen nu aan Elisabeth toebehoorden. In geldnood vanwege de oorlog met Spanje verpandde Elisabeth de Sancy in Antwerpen.
De schuld voor het onderpand werd niet ingelost en de diamant werd in 1592 gekocht door Nicolas de Harlay, heer van Sancy; naar deze later tegen Hendrik IV zei had hij de aankoop gedaan in de Nederlanden, maar daarmee kan hij uiteraard ook Antwerpen hebben bedoeld. Elisabeth probeerde later de steen van de Harlay terug te krijgen, maar deze weigerde dit beleefd.
Hij verhuurde de diamant wel aan Hendrik III van Frankrijk: wegens vroegtijdige kaalheid (die destijds op zijn portretten werd verdoezeld) droeg deze steeds een muts, die hij onder andere met de diamant versierde. Er werden verschillende aanslagen op hem gepleegd en in 1589 werd hij door een fanatieke monnik, Jacques Clément, vermoord.

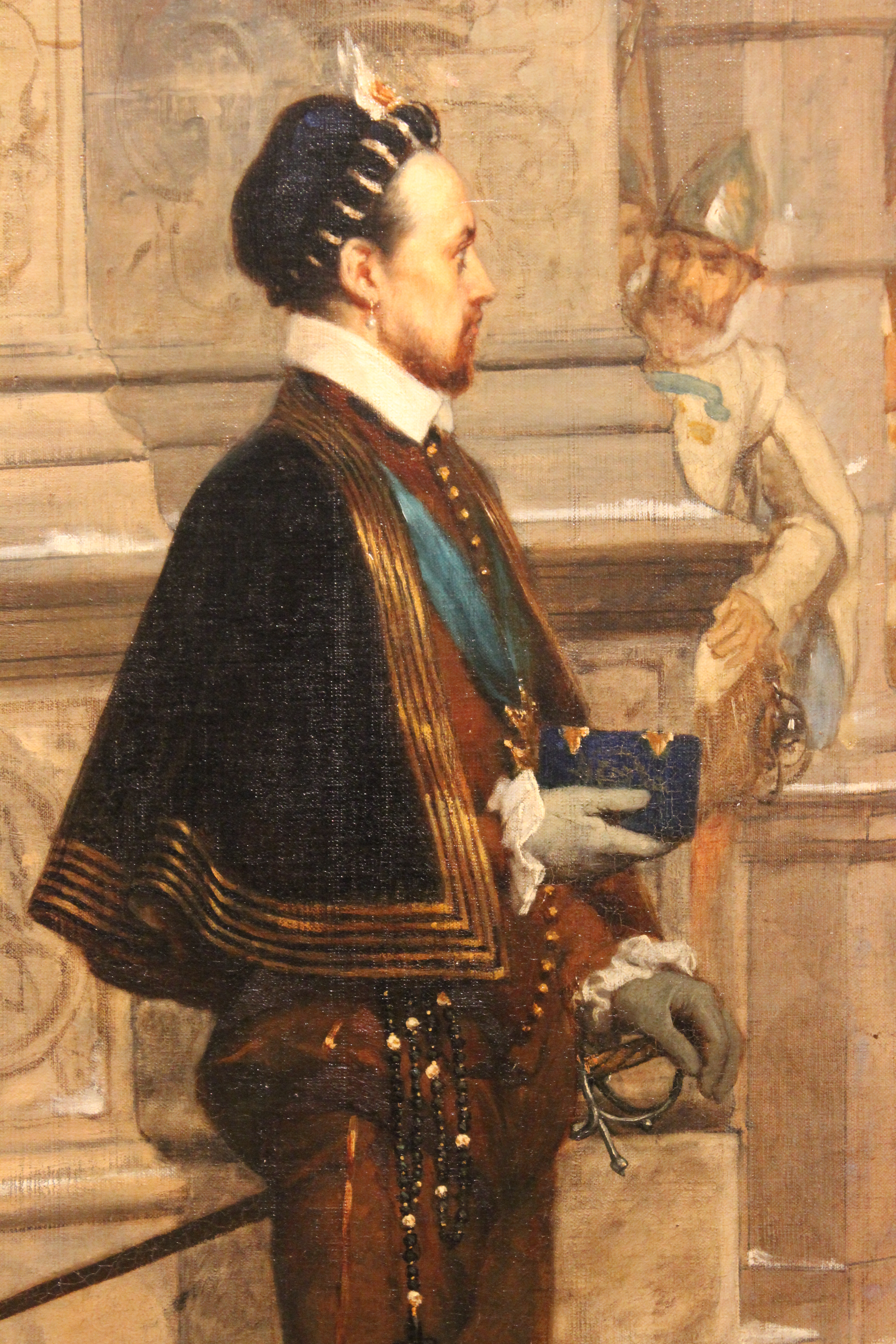
Hendrik III bij zijn ontmoeting met de hertog van Guise, detail schilderij (1855) door Pierre-Charles Comte. Parijs, Musée d'Orsay

Vincenzo I Gonzaga van Mantua probeerde herhaaldelijk de diamant te kopen maar men kon het niet eens worden over de prijs. 
De Harlay werd in 1594 in feite surintendent des finances (deze term werd echter pas in 1599 ingevoerd door zijn opvolger Sully). Hij leende de diamant uit aan Hendrik IV van Frankrijk om als onderpand te dienen bij het ronselen van een leger. Ook deze koning werd door een fanatieke monnik, François Ravaillac, vermoord, in 1610.

Vijf jaar eerder had de Harlay de steen toch verkocht aan Jacobus I van Engeland, via zijn neef, die ambassadeur in Londen was. De diamant wordt vanaf dan onder zijn huidige naam vermeld, namelijk in 1605 in de "Inventory of Jewels" van de Londense Tower: "one fayre dyamonde cutt in fawcetts, bought of Sauncy". Er was 60.000 écu voor betaald. Jacobus I liet de steen verwerken in de Mirror of Great Britain; de meeste onderdelen hiervan raakten later zoek, maar Karel I had de Sancy in 1625 als huwelijksgeschenk aan zijn vrouw Henriëtta Maria van Frankrijk (dochter van Hendrik IV) gegeven.

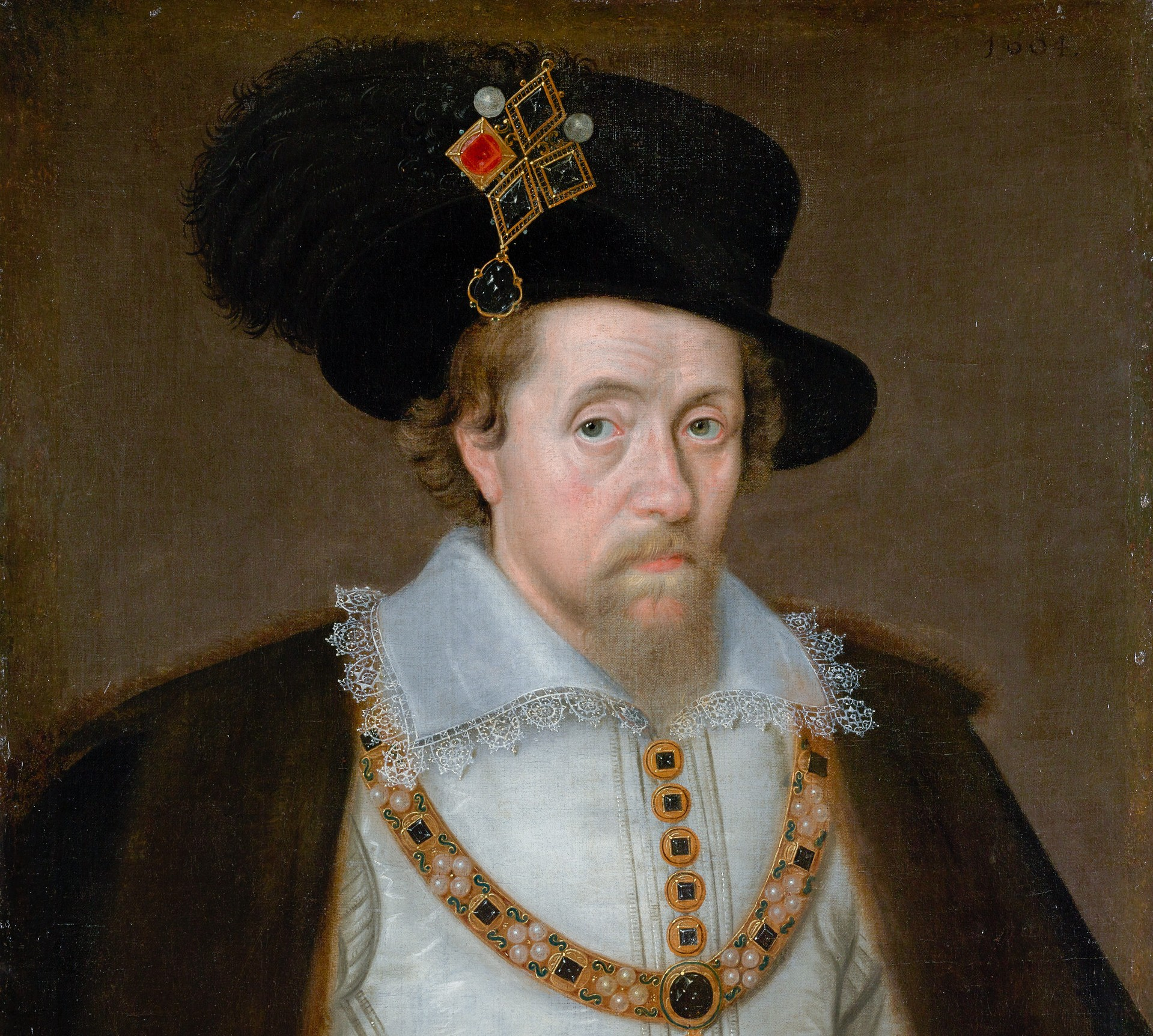
Jacobus I met de Mirror of Great Britain (nog zonder Sancy) op zijn hoed. Detail portret (1604) door John de Critz. Edinburgh, Scottish National Gallery

Rond 1626 verpandde zij de diamant een eerste keer, in Amsterdam; een vijftal jaren later was de steen terug bij het koningspaar, maar in februari 1642 dreef de binnenlandse onrust Henriëtta Maria ertoe om de steen weer te verpanden om troepen voor haar man op de been te brengen. Toch had ze hem in 1645 terug, aangezien ze hem dan schenkt aan de markies van Worcester (Edward Somerset), zoals blijkt uit een brief van haar.
Desondanks had haar zoon Jacobus II de diamant weer bij zich toen hij in 1649 vanwege de burgeroorlog (die tot de onthoofding van Karel I zou leiden) naar Frankrijk vluchtte en hij verkocht hem daar acht jaar later voor 25000 pond aan kardinaal Mazarin. Deze kocht van hem ook de Spiegel van Portugal.
Onder het ancien régime was Mazarin de rijkste particulier ooit. De Sancy was de grootste van de achttien diamanten ("les dix-huit mazarins"), die hij in 1661 bij testament aan Lodewijk XIV naliet en werd toen "Mazarin I" genoemd.
De Sancy bleef eigendom van de volgende twee Bourbon-koningen tot de monarchie op 21 september 1792 werd afgeschaft als gevolg van de Franse Revolutie (die zou leiden tot de onthoofding van Lodewijk XVI en Marie Antoinette). Maria Leszczyńska, de vrouw van Lodewijk XV, droeg de Sancy vaak als hanger en koningin Marie Antoinette had de mazarijnen en andere diamanten verwerkt in allerlei juwelen.
Bij hun mislukte vlucht naar Varennes had Marie Antoinette de Sancy bij zich.

### Roof van de kroonjuwelen

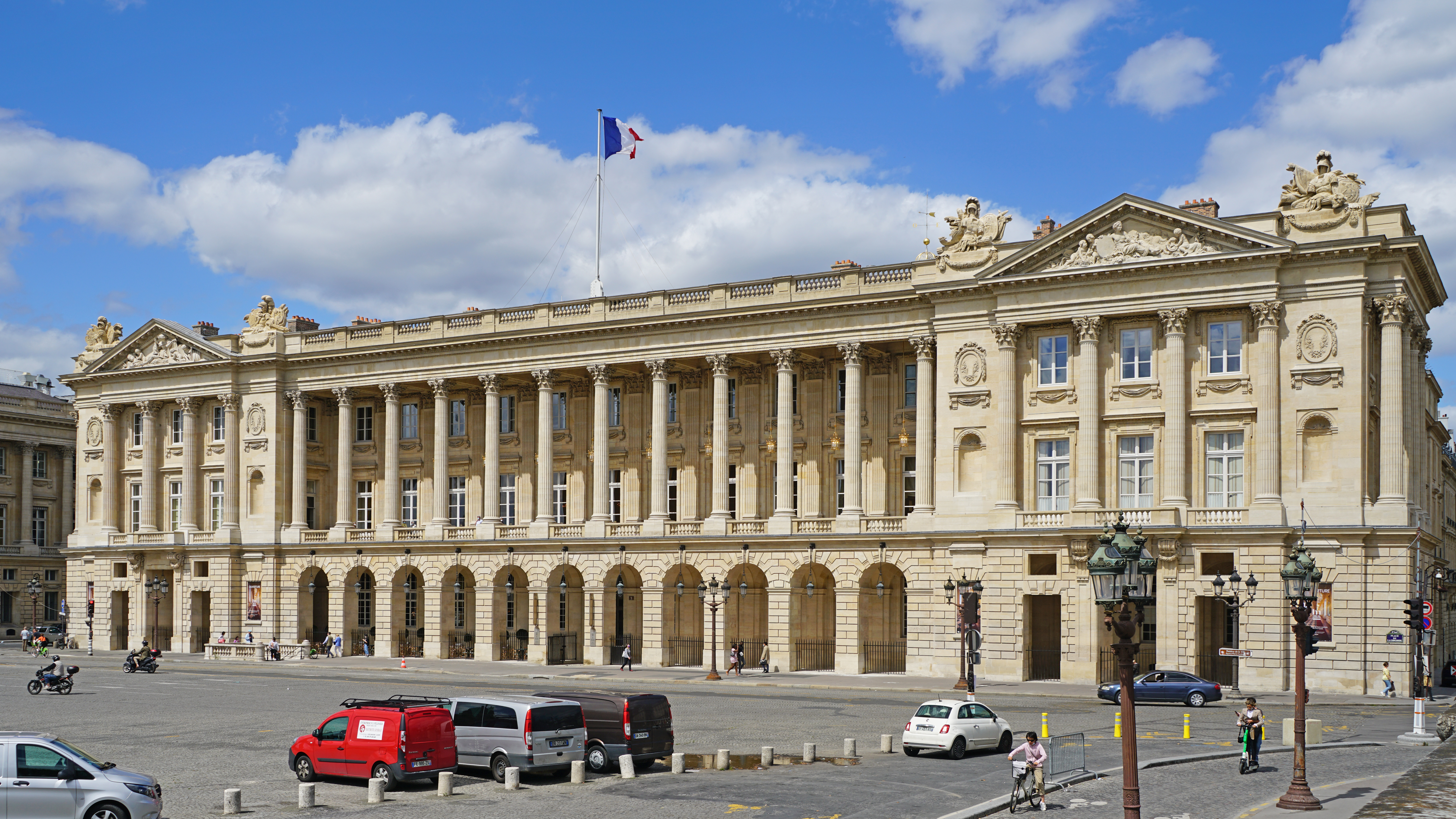
Hôtel de la Marine, Place de la Concorde (2021)

Tijdens de Terreur werd  een zeer grote hoeveelheid juwelen en kostbaarheden gestolen uit het Hôtel de la Marine, dat dienst deed als de bewaakte opslagplaats voor koninklijke bezittingen, de Garde-Meuble. Door de sluwe werkwijze van de inbrekers werd dit pas zes dagen later ontdekt. Onder de gestolen kostbaarheden bevonden zich niet alleen de Sancy, maar ook de Regent, de Tavernier Blue, de Spiegel van Portugal, de Hortensia-diamant en de Côte-de-Bretagne.
Tijdens de Septembermoorden was de conservator op 2 september 1792 vermoord, terwijl de Nationale Vergadering een voorstel liet liggen om de juwelen te gelde te maken. Paul Miette, een van de vele tijdens de chaos vrijgekomen inbrekers, had in de gevangenis een plan bedacht en daartoe verschillende benden samengesteld. Op 11 september was er een eerste inbraak waarbij valse overheidszegels op verschillende deuren werden aangebracht, zodat niemand nog daarbinnen ging kijken (zelfs niet toen de politie enkele dagen later kwam omdat een lid van de derde bende bij de Seine een kistje juwelen aan een voorbijganger had verkocht). De volgende nachten braken drie verschillende bendes om beurten in en haalden vrijwel alle kostbaarheden uit de afgesloten kasten, een volgende bende van 50 personen nam drank en voedsel mee naar binnen en enkelen daarvan werden ten slotte betrapt en gearresteerd. De nieuwe conservator, Sergent, werd verdacht van betrokkenheid maar vrijgelaten toen hij (naar hij voorwendde: met een speciale magneet) een behoorlijk deel van de buit onder een boom in de grond kon localiseren op de Allée des Veuves (nu: Avenue Montaigne). Het volk oordeelde anders over hem dan de politie en noemde hem voortaan "Sergent-Agate" ("Sergent-Agaat"). Enkele inbrekers belandden onder de guillotine maar Miette en enkele anderen wisten later het tegen hen uitgesproken doodvonnis via cassatie om te zetten in vijf jaar gevangenisstraf; hij ontsnapte echter opnieuw en begon een wijnhandel in Belleville, met zijn naam openlijk op het uithangbord. De Sancy was gestolen door een zekere Cottet, maar die beweerde hem aan een gevluchte mede-inbreker te hebben gegeven.

### De verdwenen diamant duikt meermaals weer op

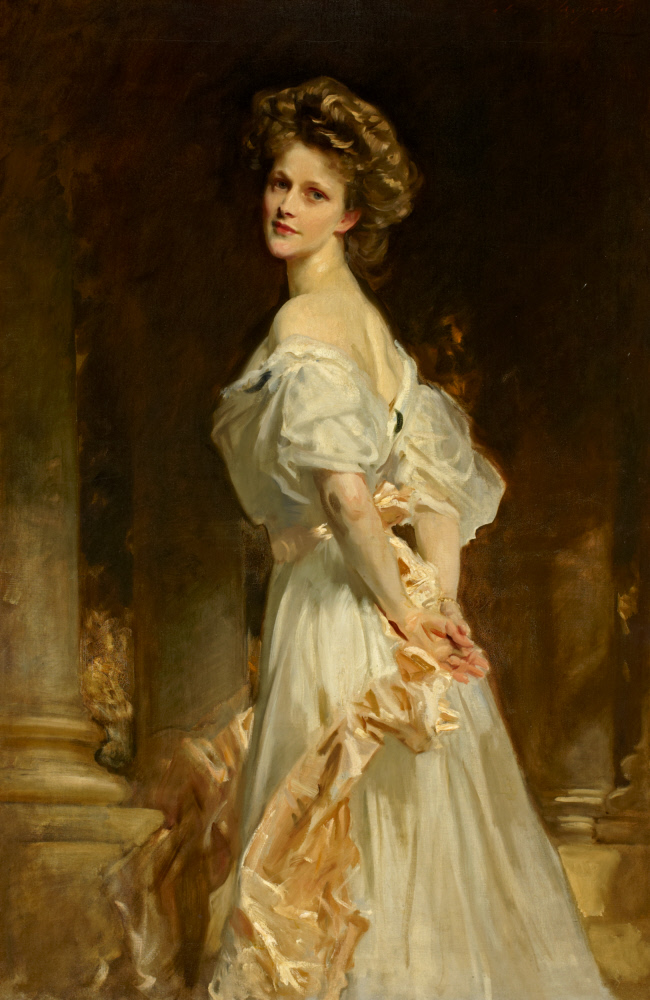
Burggravin Nancy Astor, eerste vrouw in het Engelse parlement, portret (1908) door John Singer Sargent. Cliveden, National Trust

De Sancy bleef spoorloos tot hij in 1828 gekocht werd door de Russische zakenman Anatoli Demidov (voor 80.000 pond sterling). Omdat hij zijn vrouw Mathilde Bonaparte openlijk mishandelde gaf tsaar Nicolaas I hen in 1847 het bevel te scheiden, daarbij behield zij de Sancy; ze verkocht deze in 1865 aan de Indiase zakenman Jamsetjee Jeejeebhoy. Deze hield hem slechts een jaar, maar nog een jaar later werd de diamant op de Parijse Wereldtentoonstelling van 1867 door juwelier G. Bapst aangeboden, met een prijskaartje van 1 miljoen frank. 
Vervolgens bleef hij weer veertig jaar in het verborgene, er werd wel gezegd dat hij "in Indië in de handel was".
Drie jaar na zijn aankoop van Hever Castle kocht burggraaf William Waldorf Astor (1st Viscount Astor) ook het landgoed Cliveden, evenals de Sancy, als bruidsgeschenken voor het huwelijk van zijn zoon Waldorf (2nd Viscount Astor) met de Amerikaanse Nancy Langhorne; deze werd in 1919 het eerste vrouwelijke parlementslid van Engeland. Ze droeg de diamant bij feestelijke gelegenheden in een tiara.
In 1962 was de Sancy al door de Astor-familie aan het Louvre uitgeleend voor de tentoonstelling "Tien eeuwen Franse juwelen". Toen Nancy Astor in 1964 overleed werd de diamant geërfd door haar zoon William (3rd Viscount Astor).
Deze laatste verkocht hem in 1976 aan het Louvre voor een officieel onbekend bedrag, maar waarschijnlijk voor 1 miljoen dollar (gefinancierd door de Banque de France). Hij bevindt er zich nu in de Apollo Galerij, met andere beroemde diamanten (waaronder de Hortensia-diamant en de Regent).

## Feiten of fictie

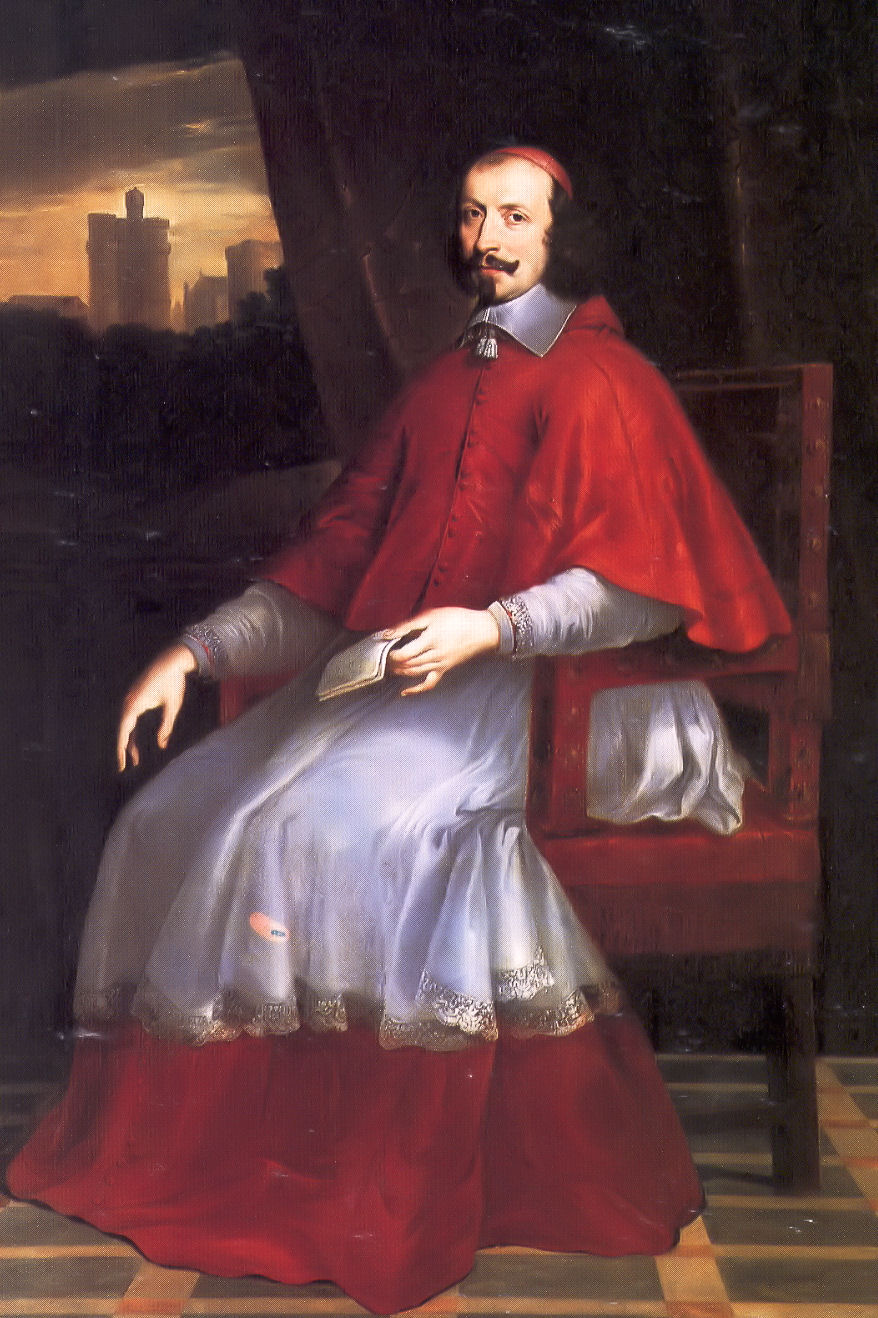
Kardinaal Mazarin, schilderij door Philippe de Champaigne, Musée Condé, Chantilly

Het is aannemelijk dat, net als andere diamanten van Karel de Stoute, ook de Balle de Flandres (volgens sommigen was deze zelfs meer dan 100 karaat) door de Brugse diamantbewerker Lodewijk van Berken is bewerkt en tot zijn huidige formaat geslepen. Over de route die de diamant gevolgd zou hebben van Karel de Stoute naar Emanuel I van Portugal bestaat de legende dat de Bourgondische hertog zijn juwelen (waaronder misschien ook het juweel de Drie Broers) als talisman bij zich droeg en dat deze na zijn dood bij Nancy door een onwetende Zwitserse soldaat werd gevonden of geroofd en voor 1 florijn werd verkocht, om ten slotte via doorverkoop bij Jakob Fugger de Rijke in Augsburg te belanden; in deze versie van de geschiedenis was het pas deze bankier die de steen liet bijslijpen en aan Emanuel I van Portugal verkocht. Er zijn ook verhalen dat de Sancy al werd buitgemaakt in de Slag bij Grandson (en dan onderdeel uitmaakte van de Bourgondische buit) of later in die bij Murten (Morat).
Vaak wordt 1570 genoemd als het jaar waarin Nicolas de Sancy de diamant verwierf; de van Karel de Stoute geroofde diamant zou in Constantinopel zijn beland. Nicolas de Sancy was toen inderdaad Frans ambassadeur bij sultan Selim II in Constantinopel, maar het staat vast dat de diamant zelfs in 1580 nog niet in zijn bezit was.
Ook voor de versie dat Nicolas de Harlay zelf de diamant rechtstreeks van Anton I van Portugal kocht bestaat geen bewijs.
Volgens een apocrief verhaal zou de boodschapper die de diamant voor de Sancy vervoerde (naar Hendrik IV) onderweg overvallen en vermoord zijn maar vóór zijn dood hebben kunnen laten weten dat hij "alles nog had"; de Harlay vertrouwde hem op zijn woord en liet zijn maag opensnijden – waar inderdaad de nog snel ingeslikte diamant werd aangetroffen. Een alternatieve versie meldt dat de Harlay niets van de boodschapper vernam maar achterhaalde waar het lijk begraven was en de autopsie liet verrichten omdat hij het volste vertrouwen in hem had.
Tijdens de eerste verpanding van de Sancy in Amsterdam zou Thomas Cletcher jr. er tekeningen van hebben gemaakt, net als later van de Beau Sancy.

Als Antwerpse pandnemer van Elisabeth I wordt Francesco Rodriguez d'Evora y Vega genoemd, wat zeker wel past bij de financiële status van deze familie.

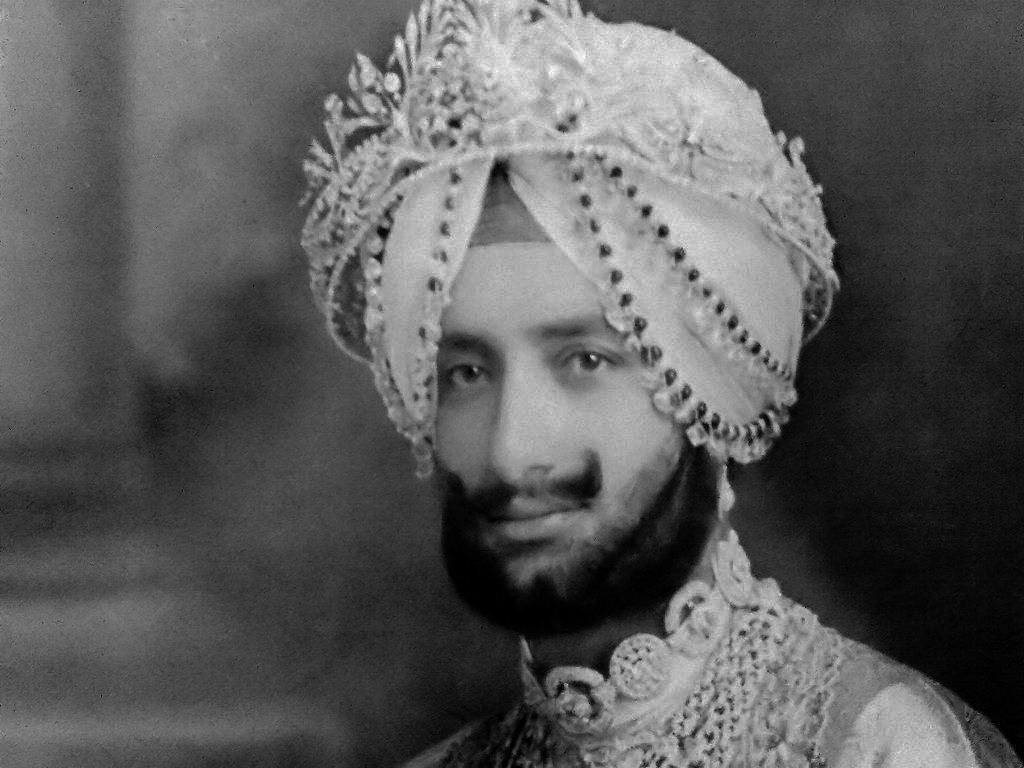
Yadavindra Singh (1913 - 1974), laatst bekende eigenaar van de "Patiala-Sancy"

Volgens een andere versie betreffende de aankoop door Mazarin zou de diamant al door Henriëtta Maria verpand zijn aan de hertog van Épernon, die voor de Sancy en de Spiegel van Portugal samen meer dan 427.000 pond zou hebben gegeven. Om welk bedrag het in dat geval ook ging, waarschijnlijk trad de hertog dan enkel als stroman op voor de rijkdommen vergarende kardinaal.
Over de manier waarop Demidov aan de diamant kwam bestaan alweer verschillende verhalen: volgens een eerste versie zou hij deze gekocht hebben van een Florentijnse koopman; volgens een tweede van een Franse juwelier. Maar volgens een derde kocht hij de steen van zijn schoonvader Jérôme Bonaparte; dit sluit wel aan bij een ander hardnekkig verhaal, namelijk dat de Sancy na de roof uit de Garde-Meuble eigendom was geworden van de Spaanse Bourbons en dat Jérôme de steen had gekocht of bemachtigd van hen en deze buiten medeweten van zijn broer zelf had gehouden.

Geruchten over andere Indiase eigenaars in de 19e eeuw werden in de hand gewerkt doordat de maharadja van Patiala een diamant had die hij als de Sancy beschouwde, doch deze bleek 60,40 karaat te zijn. De laatste maharadja van Patiala en laatst bekende eigenaar van deze "Patiala Sancy", Sir Yadavindra Singh, overleed in 1974 in Den Haag als Indiaas ambassadeur.

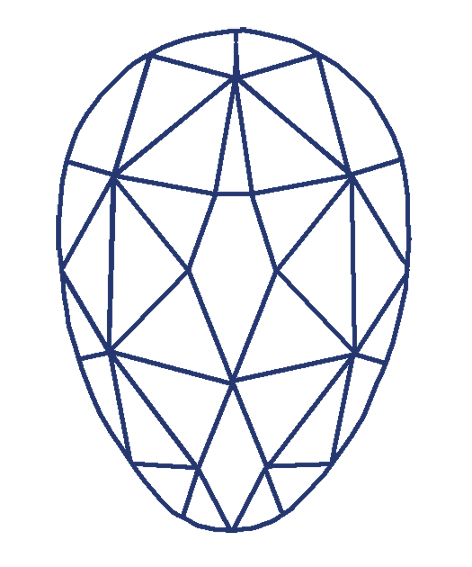
Weergave van de 51 facetten van de in rozet-vorm geslepen Sancy

## De diamant doorgelicht
In januari 1976 werd de Sancy fysisch onderzocht door de gemmoloog E.A. Jobbins. Hij stelde daarbij luminescentie-eigenschappen vast die de diamant ook te identificeren maken als zijn vorm of grootte zou wijzigen:
Bij ultraviolet licht met een korte golflengte (235,77 nm) fluoresceerde de steen diep geel, terwijl er bij stoppen van de belichting geen fosforescentie optrad. Bij belichting met een langere UV-golf daarentegen (365 nm) fluoresceerde de diamant bleek zalmkleurig, terwijl er vervolgens goed een groengele fosforescentie viel waar te nemen. Bestraling met wit licht toonde geen enkele absorptie van om het even welke golflengte.